# .int
.int ist eine generische Top-Level-Domain (gTLD), die sich ausschließlich an internationale Organisationen richtet. Sie wurde am 3. November 1988 eingerichtet und wird als einzige Top-Level-Domain durch die IANA selbst verwaltet.
Die Grundlagen für .int sind in RFC 1591 (Domain Name System Structure and Delegation) festgeschrieben. Nach ihrer Einführung hat die NATO ihre eigene TLD .nato aufgegeben, sodass diese 1998 endgültig abgeschaltet wurde. Organisationen der Europäischen Union gehen zunehmend dazu über, anstelle von .int die Endung .eu zu verwenden.
Die Top-Level-Domain .int war auch als Infrastruktur-Domain vorgesehen, beispielsweise für Reverse DNS von IPv6-Adressen. Die Top-Level-Domain .arpa übernahm diese Funktion im Jahr 2001. Im Jahr 2023 erklärte die Internet Engineering Task Force die Verwendung von .int als Infrastruktur-Domain für veraltet. Die Internet Assigned Numbers Authority hatte zuvor festgestellt, dass die bis dahin definierten Infrastruktur-Subdomains unterhalb von .int in der Praxis nicht mehr verwendet werden.